# Binarnost spola
Binarnost spola ali spolni binarizem opisuje sistem, v katerem družba svoje člane razvršča v enega od dveh sklopov spolnih vlog in spolnih identitet, ki jim pripisuje lastnosti na podlagi njihovega biološkega spola (kromosomskega in genitalnega). Spolni binarizem je tako v večini družb družbeni spolni sistem, ki deli ljudi le na tiste ženskega spola in tiste moškega spola. Ta delitev je neločljivo povezana z biološkim spolom oz. prepričanjem, da se na podlagi telesnih značilnosti ljudje delimo le na biološke ženske in moške. 
Spolni binarizem tako biološkim ženskam pripisuje ženske spolne stereotipe, norme in spolne vloge, biološkim moškim pa moške. Binarnost spola ne priznava spolne samoopredelitve, svobodnega izražanja spolne identitete ali spolnega izraza. V LGBTIQ+ slovarju društva Legebitra je navedeno tako: »/.../ spolni binarizem se kaže v tem, da se otroku ob rojstvu na podlagi njegovih genitalij pripiše moški spol in se od njega pričakuje, da je moški in se vede kot moški, torej ne kaže čustev, je fizično močan, ne krili z rokami, ko govori, zasluži večji del denarja v družini itd., ampak vse, kar izstopa iz tega okvirja, je obravnavano kot neprimerno, odklonsko. Spolno specifični predmeti ali prostori npr. igrače, ki so namenjene posebej fantom/dekletom, vsi uradni obrazci, kjer je možnost izbora samo M in Ž; enako velja za javna stranišča, kar je problematično in izključujoče za osebe, ki niso cisspolne.«
Spolni binarizem lahko ustvarja institucionalizirane strukture moči in posamezniki, ki se identificirajo zunaj tradicionalnih spolnih okvirov, so s tem podvrženi diskriminaciji in nadlegovanju. V primeru interspolnih oseb je binarni sistem spolov omejen. Interspolne osebe imajo genetske razlike, zaradi katerih imajo lahko spolne organe obeh bioloških spolov ali drugače nenormativne genitalije, zato imajo lahko težave pri vključevanju v binarni sistem spolov. Prav tako je spolni binarizem omejujoč za osebe, ki se ne identificirajo kot ženske ali moški, za nebinarne in spolno raznolike osebe.
Mediji, religija, sistem formalne izobrazbe, politika, kultura, jezik in drugi družbeni dejavniki močno vplivajo na tradicionalne spolne vloge in jih obenem tako oblikujejo in vzdržujejo, s tem pa se vzdržuje družben sistem spolne binarnosti oz. spolni binarizem. 

## Kritike binarnega spolnega sistema
Nekateri znanstveniki oporekajo obstoju binarnega spola. 
Judith Lorber razlaga problem ukoreninjenosti v razvrščanje ljudi v dve skupini, "čeprav pogosto najdejo pomembnejše razlike znotraj skupine kot med samimi skupinami.“ Lorber trdi, da to potrjuje dejstvo, da je spolni binarni sistem arbitraren in vodi do napačnih pričakovanj o spolih. 
V preučevanju spolnega binarizma z vidika intersekcionalne feministične teorije znanstveniki trdijo, da se je v procesu evropske kolonizacije v Severni in Južni Ameriki uveljavil spolni binarizem kot sredstvo za ohranjanje patriarhalnih norm in podpiranje evropskega nacionalizma. Binarni sistem so kritizirali tudi znanstveniki, ki trdijo, da se biološki in družbeni spol razlikujeta; biološki spol se nanaša na biološke in kromosomske razlike med moškimi, ženskami in interspolnimi osebami, medtem ko je družbeni spol posledica družbeno-kulturne socializacije.
Feministična filozofinja María Lugones trdi, da so zahodni kolonizatorji domorodnim ljudstvom vsilili svoje dualistične predstave o spolu in s tem nadomestili že obstoječe domorodne koncepte. Po svetu je namreč veliko posameznikov in subkultur, ki se ne umeščajo v binarni spol, ali pa so raznolikih transspolnih identitet. Poleg posameznikov, katerih telesa so biološko interspolna, obstajajo tudi posebne obredne in družbene vloge, ki veljajo za tretji spol. Kot primeri se pogosto navajajo hidžre iz Južne Azije in nekatera dvospolna avtohtona ljudstva Severne Amerike.
Številne LGBTQ+ osebe in skupnosti na sodobnem Zahodu, zlasti mladinske aktivistične skupine, se zavzemajo za spremembo spolno binarnega sistema, saj se številne LGBTQ+ osebe soočajo z neenakim položajem moči, ker se ne identificirajo znotraj binarnega sistema. Alok Vaid-Menon v knjigi "Onkraj spolne binarnosti" piše: "Zaslužimo si več možnosti. Ta lažna izbira med fant ali dekle, moški ali ženska, maskulin ali feminin, ni naravna - politična je. Resničen problem ni, da spolno nenormativni ljudje obstajamo, temveč da smo bili v osnovi naučeni, da sta spola le dva."